# Acer subcampestre
Acer subcampestre é uma espécie de árvore do gênero Acer, pertencente à família Aceraceae.